# Hugh Lindsay
Hugh Lindsay (* 20. Juni 1927 in Newcastle upon Tyne, England; † 19. Januar 2009 in Grange-over-Sands, Cumbria) war ein englischer römisch-katholischer Bischof des Bistums Hexham und Newcastle.

## Leben
Hugh Lindsay studierte zunächst am Ushaw College, wurde aber zum Wehrdienst bei der Royal Air Force (RAF) verpflichtet. Er war von September 1945 bis Januar 1948 vor allem in Indien eingesetzt. Anschließend setzte er sein Theologie- und Philosophiestudium in Ushaw Moor bei Durham fort. Lindsay empfing am 19. Juli 1953 durch Bischof John Brendan McCormack in der St.-Marien-Kathedrale die Priesterweihe. Zunächst in der Seelsorge, war er später in der Bistumsleitung tätig. 1959 wurde er unter Bischof James Cunningham Generalvikar des Bistums Hexham und Newcastle.
1969 ernannte ihn Papst Paul VI. zum Titularbischof von Cuncacestre und bestellte ihn zum Weihbischof im Bistum Hexham und Newcastle. Er unterstützte zudem den erkrankten Bischof James Cunningham. 1974 wurde er zum Bischof von Hexham und Newcastle ernannt. Die Bischofsweihe spendete ihm am 11. Dezember 1969 der Erzbischof von Liverpool, George Andrew Beck AA; Mitkonsekratoren waren John Gerard McClean, Bischof von Middlesbrough, und James Hagan CSSp, emeritierter Bischof von Makurdi in Nigeria. 
Am 11. Januar 1992 wurde seinem krankheitsbedingten Rücktrittsgesuch durch Papst Johannes Paul II. stattgegeben. Lindsay war bis zu seinem Tod Kaplan bei den Augustinerinnen in Grange-over-Sands.